# Marge (typografie)

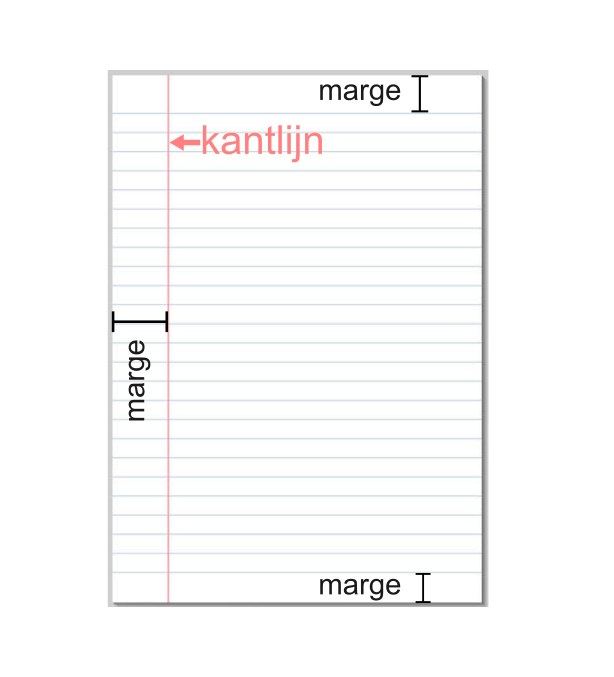
Een schrift met marge en kantlijn

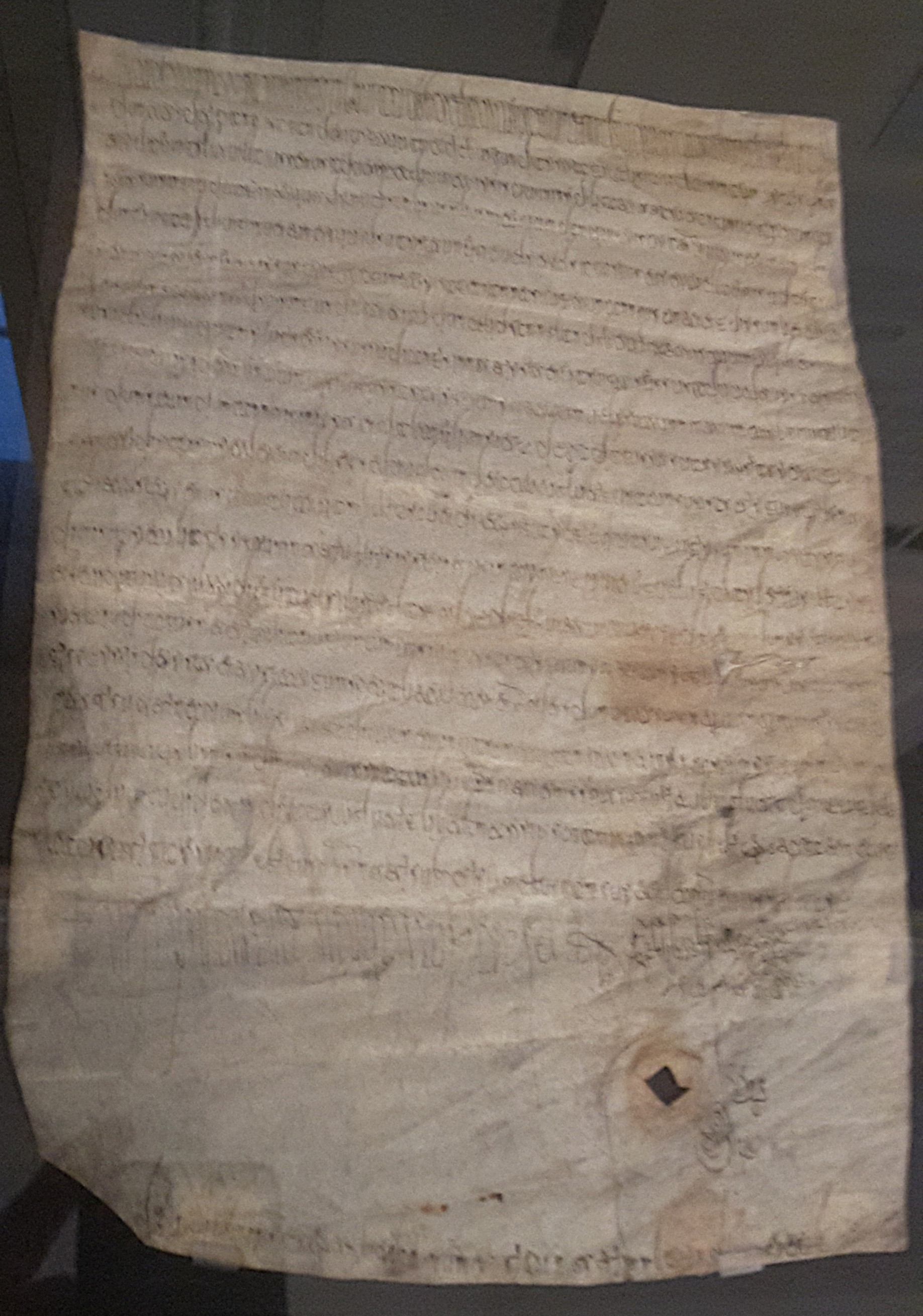
Handschrift uit 673, vrijwel zonder marge. Theuderik III belooft hierin (onder dwang) zich terug te zullen trekken in de Abdij van Saint-Denis.

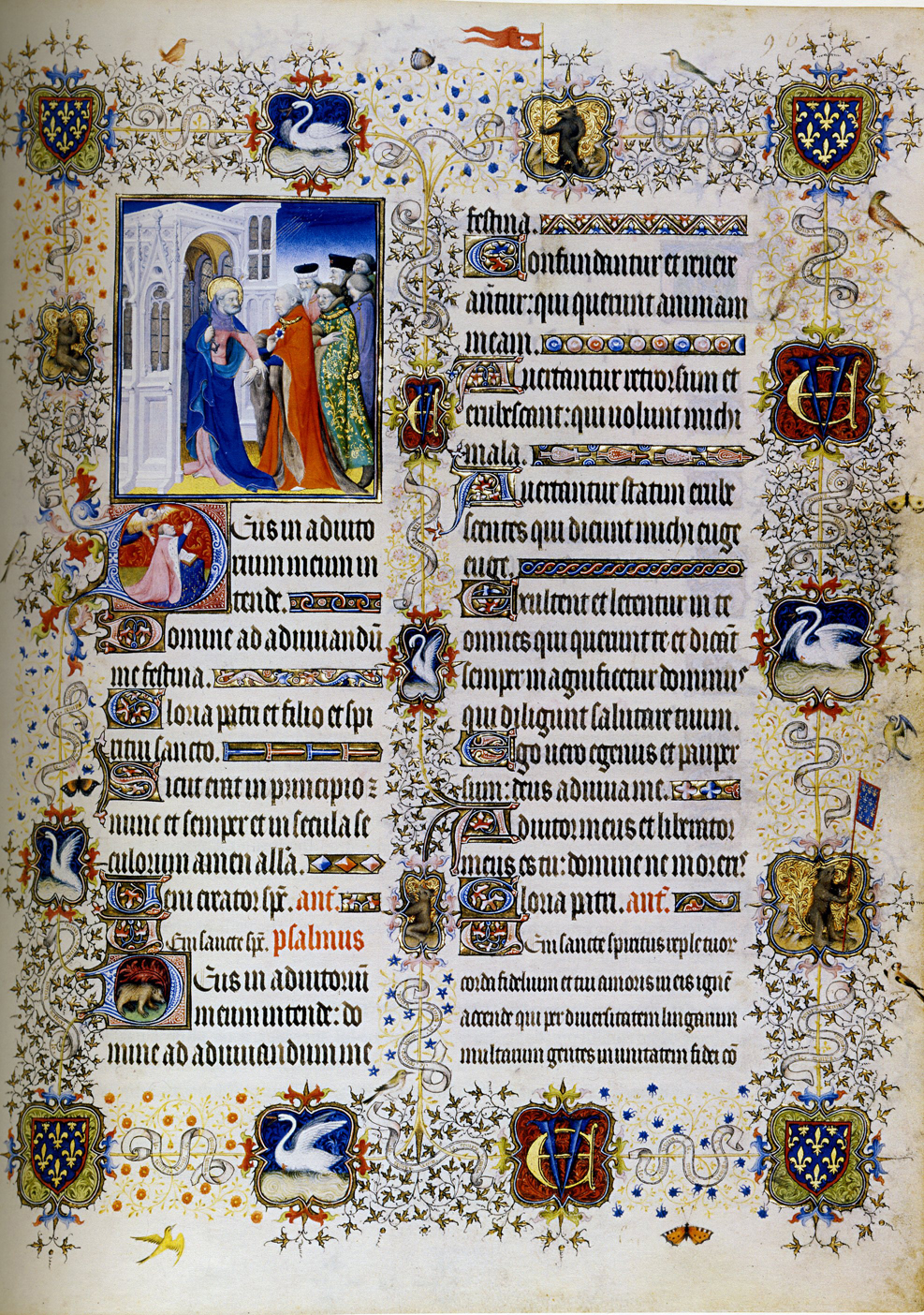
Een pagina uit de Grandes Heures du duc de Berry. De initiaal loopt over in de rijkversierde marge.

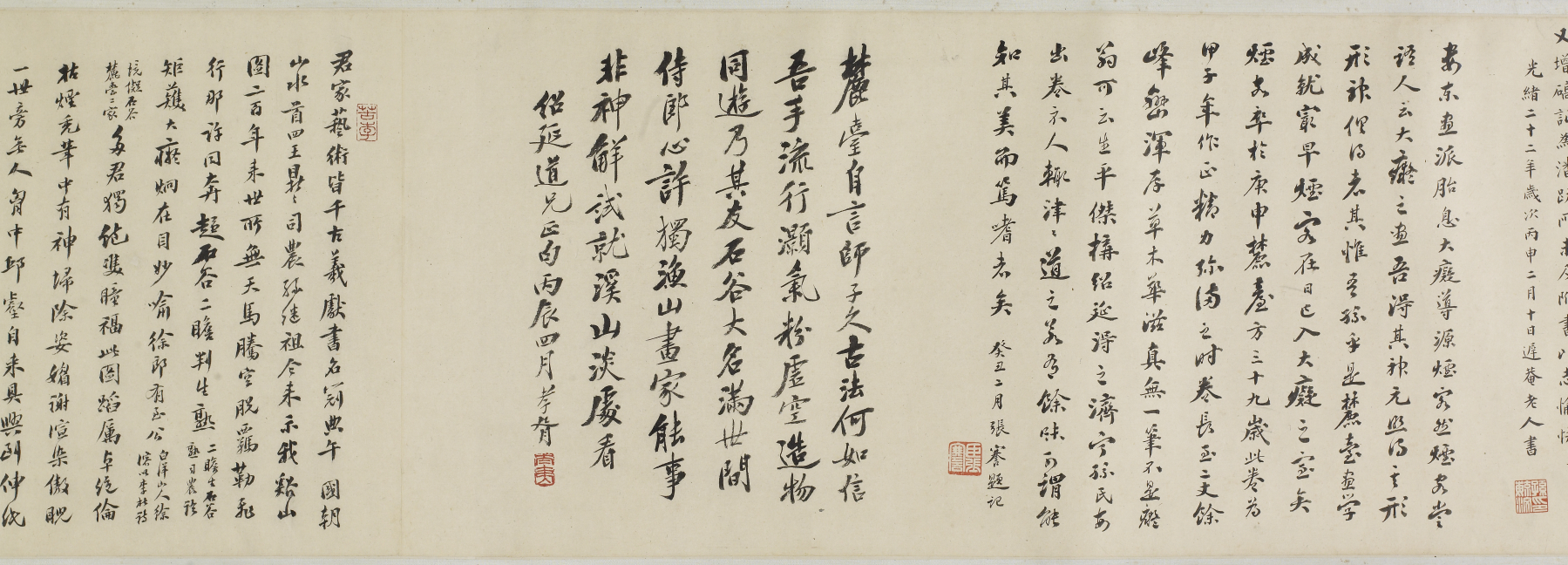
Een makimono of handrol, dat is een rol die gewoonlijk vlak op tafel gelezen en bekeken wordt. Deze Japanse tekst, een klein deel van een makimono uit 1684, is gekalligrafeerd door Wang Yuanqi, een van de beroemdste schilders van dergelijke rollen. De titel luidt min of meer: Vrije geesten in stromen en bergen. Tekst en beeld vormen een doorlopend verhaal.

De marge is de witte ruimte rond geschreven of gedrukt materiaal. Het is dus de ruimte buiten de zetspiegel.
Op gelinieerd papier is vaak een kantlijn voorgedrukt.

## Geschiedenis
In het Europa van de vroege middeleeuwen werden de handschriften veelal zonder marge geschreven, vrijwel van bladrand tot bladrand. Wellicht gebeurde dit min of meer vanzelf, maar in elk geval werd het kostbare en schaarse perkament zo volledig benut. In de hoge middeleeuwen en ook later werden de marges juist vaak breed gehouden, zodat men er aantekeningen over de tekst kwijt kon, de glossen of marginale aantekeningen. Ook nu nog komen marginale noten voor: aantekeningen in de marge. In de Statenbijbel werden dergelijke kanttekeningen zelfs al in de marges gedrukt en hadden ze de functie die tegenwoordig door voetnoten vervuld wordt. Buiten die gedrukte kanttekeningen werd dan nog een marge gehouden waarin de lezer zijn glossen kon plaatsen, zodat voor de hoofdtekst minder dan de helft van het bladoppervlak beschikbaar was.
Tegenwoordig laat men handgeschreven tekst vaak aan de rechterkant doorlopen tot de rand van het papier.

## Technische noodzaak
Een marge zorgt ervoor, dat een beschadiging aan de bladrand niet meteen de tekst aantast. Bij boeken is er nog een andere reden voor een marge: de bladzijden vormen na het binden of lijmen gewoonlijk geen perfecte stapel en worden daarom recht afgesneden. Om niet door de tekst te snijden, moet dan in elk geval een kleine marge aangehouden worden. Voor fotoboeken en ander visueel werk geldt dit niet, omdat voor een foto een verlies van enkele tienden van millimeters gewoonlijk acceptabel is. Eenbladig drukwerk en dunne folders hoeven na het drukken niet bijgesneden te worden, daarom is een marge niet nodig. Bovendien moet de stukprijs van reclamedrukwerk laag zijn; het wordt dan ook vaak volledig bedrukt.
De marges worden genoemd:
- binnenzijde van het boek: rugwit
- bovenmarge: kopwit
- buitenzijde: zijwit
- benedenmarge: staartwit of voetwit.

Het is gebruikelijk dat het wit toeneemt van binnen- naar staartwit, bijvoorbeeld in een verhouding van 2:3:4:5.

### In de marge
- De aanduiding in de marge of marginaal wordt vaak figuurlijk gebruikt, voor wat buiten het centrale aandachtsveld of de gangbare patronen valt.
- Een Drukker in de Marge is een liefhebber van het drukkersvak die op ambachtelijke en kleinschalige wijze drukwerk vervaardigt, veelal in hoogdruk.